# Hannibal (Missouri)
Hannibal – miasto w Stanach Zjednoczonych, w stanie Missouri, w hrabstwie Marion.

## Hannibal w popkulturze
Hannibal jest pierwowzorem Saint Petersburgu z powieści Przygody Tomka Sawyera Marka Twaina.